# ミュージック・アイコン・レコード
ミュージック・アイコン・レコード（紅音樂唱片、Music Icon Record Limited）は2002年に設立された香港のレコードレーベル会社である。当初、エンペラー・グループの傘下として設立されたが、2005年に関連会社であるエンペラー・エンターテインメント・グループに譲渡された。

## 所属アーティスト
- 黄耀明（アンソニー・ウォン）
- 李逸朗（ドン・リー）
- 蒋雅文（マンディ・チアン）
- 王凱駿（キース・ウォン）
- 高遠（ジーン・ガオ）
- 扈佳栄（アレックス・ウー）

## 過去に所属していたアーティスト
- 葉蒨文（サリー・イップ）
- 林子祥（ジョージ・ラム）
- 趙頌茹（チウ・チョンユー）